# Nihon Falcom
Nihon Falcom Corporation (日本ファルコム株式会社) ist ein japanischer Videospielentwickler und -publisher mit Sitz in Tachikawa, Präfektur Tokio. 1981 gegründet, ist es eines der ältesten noch im Markt aktiven Entwicklerstudios.

## Geschichte

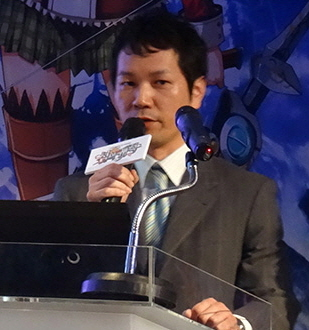
CEO Toshihiro Kondo (2014)

Nihon Falcom wurde im März 1981 von Masayuki Kato gegründet, zunächst als japanischer Arm des Computerherstellers Apple. Es entwickelte sich dann jedoch zu einem Spezialisten für Computer-Rollenspiele und Action-Adventures. Es ist eines der weltweit ältesten noch aktiven Entwicklerstudios und hatte Stand 2017 kein Geschäftsjahr mit Verlust abgeschlossen. Zunächst entwickelte das Studio Titel für die japanischen Heimcomputer PC-88 und X1. Im Laufe der Zeit entwickelte die Firma dann jedoch für ein breites Spektrum von Heimcomputern, den PC und verschiedene Generationen von Spielkonsolen unterschiedlicher Hersteller. Dazu gehören:
- PC-88
- PC-98
- Sharp X1
- Sharp X68000
- FM-7
- MSX
- MS-DOS
- Windows
- Game Boy
- Nintendo Entertainment System
- Super Nintendo Entertainment System
- Mega Drive
- Sega Saturn
- Dreamcast
- PlayStation Portable
- PlayStation Vita
- PlayStation 3
- PlayStation 4

Die seit November 1984 veröffentlichten Titel der Reihe Dragon Slayer dienten dem Unternehmen immer wieder dazu neue Spielkonzepte auszuprobieren. War der Versuch erfolgreich, wurde das neue Spielkonzept als eigenständige Serie ausgekoppelt. Im Oktober 1985 legte so Dragon Slayer 2: Xanadu den Grundstein für die Reihe Xanadu und Dragon Slayer: Legend of Heroes im November 1989 für die Reihe Legend of Heroes. Innerhalb von Legend of Heroes entstand mit den Trails-Titeln wiederum eine eigene Unterreihe. Im Juni 1987 erschien mit Ys I: Ancient Ys Vanished der erste Teil der seither immer wieder weitergeführten Ys-Reihe, eine weitere mehrteilige Reihe startete Oktober 1991 mit dem Titel Brandish.
1998 wurde der junge Universitätsabsolvent Toshiro Kondo eingestellt, der zuvor eine Fansite zu The Legend of Heroes 2: Prophecy of the Moonlight Witch betrieben hatte. Die Website entstand im Rahmen eines Universitätsseminars, das sich inhaltlich mit dem Internet auseinandersetzte. Er erhielt eine Einladung zu einem Gespräch mit Firmengründer Kato, der ihm eine Stellung anbot, eine seiner direkten Führungskräfte wurde Makoto Shinkai. Seine Aufgaben lagen zunächst in der Pflege der Unternehmensserver. Mit der Portierung von Prophecy of the Moonlight Witch auf Windows sollte das Spiel um ein neues Szenarioelement erweitert werden, dessen Skript-Ausarbeitung an Kondo übertragen wurde. Nach und nach erhielt er mehr Projektmanagementverantwortung, war u. a. einer der Hauptverantwortlichen für Trails in the Sky, und wurde schließlich Entwicklungsleiter. 2007 zog sich Kato aus Gesundheitsgründen aus dem Tagesgeschäft zurück und übergab die Geschäftsleitung an Kondo.
Kondo führte die begonnene Transformation von einem auf PC spezialisierten Unternehmen zu einem konsolenorientierten Entwickler zu Ende und versuchte die Spiele des Unternehmens einem breiteren Publikum zu öffnen. 2010 schloss Falcom ein Abkommen mit dem amerikanischen Publisher Xseed Games über die Lokalisation von drei Ys-Titeln (Ys I & II, The Oath in Felghana, Ys Seven) und den drei Titel zu Trails in the Sky. Auch Ys Origin und Memories of Celceta fanden über Xseed den Weg auf den westlichen Markt, Aksys Games lokalisierte Tokyo Xanadu. Im Juni 2021 kündigt NIS America die Lokalisierung vierer weiterer Trails-Spiele für den westlichen Markt an.

## Arbeitsweise
Da Nihon Falcom im Vergleich zu Mitbewerbern kleiner ist und über weniger Geldmittel verfügt, haben sich einige Konstanten in der Entwicklungsarbeit herausgebildet. So liegt der Fokus nach eigenen Angaben auf einem funktionierenden, unterhaltsamen Spielprinzip. Durch häufiges Testen von Prototypen soll zunächst die Qualität des Spielprinzips sichergestellt werden, bevor es inhaltlich ausgebaut wird. Das Studio folgt damit einem bei westlichen Entwicklungsstudios gängigen Arbeitsprinzip. Die für Japan häufig anzutreffende Bedienung von Otaku-Interessen (z. B. Moe-Elemente) für eine größere Aufmerksamkeit ist dagegen nicht ausgeschlossen, steht aber nicht im Vordergrund. Ebenfalls anders als unter japanischen Entwicklern oftmals üblich existiert eine inhaltliche Kontinuität über die einzelnen Titel hinaus, statt den Ausgangspunkt für jeden Titel zurückzusetzen und Entwicklungen oder Inhalte der Vorgängerspiele zu ignorieren (vgl. Final Fantasy). Laut Kondo ist dies mit eine Konzession an die geringe Größe des Unternehmens, da ein Reset des Szenarios zusätzlichen Entwicklungsaufwand bedeute und Kontinuität im Gegensatz dazu die Produktivität erhöhe, mit der neue Titel entwickelt werden können. Gleichzeitig bemüht sich das Studio abseits der Kernelemente um Abwechslung und Wandel, um die Spielreihen interessant und ansprechend zu halten.
Zum Zeitpunkt des Unternehmenseintritts von Toshihiro Kondo Ende der 1990er und Anfang der 2000er lag zeitweilig ein Schwerpunkt auf Remakes und Portierungen von Nihon Falcoms älteren Titel für neue Plattformen, da dies eine sichere Einnahmequelle darstellte. Gleichzeitig verließen jedoch Mitarbeiter das Unternehmen und innerhalb der Belegschaft wuchs der Wunsch sich wieder mehr auf Neuentwicklungen zu konzentrieren. Waren die frühen Spiele (bspw. Brandish, Sorcerian oder Xanadu) aufgrund des Einflusses von Wizardry und anderen amerikanischen Produktionen auf den japanischen Markt noch sehr westlich geprägt, verschob sich der Fokus später mehr auf die Wünsche und Anforderungen des japanischen Heimatmarktes, wo Nihon Falcom primär veröffentlicht. Insbesondere die Ys-Reihe zielte bereits hauptsächlich auf ein einheimisches Publikum. Zwar wurden auch Titel auf dem westlichen Markt veröffentlicht, lange Zeit jedoch stets als Lizenzierungsgeschäft über Drittanbieter, die sich um die entsprechenden Rechte bewarben. Da das Unternehmen laut Kondo selbst keine Kompetenzen außerhalb des eigenen Sprachraums besitze, sei es auf Partner angewiesen. Seit Anfang der 2010er Jahre fand das Unternehmen mit Unterstützung von Partnern wie Xseed Games, Aksys Games und NIS America aber auch zunehmend direkten Zugang zum westlichen Markt und legte verstärkt Augenmerk auf die Veröffentlichung seiner Titel außerhalb Japans.

## Veröffentlichte Titel
| Jahr | Titel                                                     | Plattform                                        |
| ---- | --------------------------------------------------------- | ------------------------------------------------ |
| 1982 | Galactic Wars                                             | PC-88                                            |
| 1983 | Super Mahjong                                             | X1                                               |
| 1983 | Bird Land                                                 | PC-88                                            |
| 1983 | Computer the Golf                                         | PC-88                                            |
| 1983 | Horror House                                              | PC-88                                            |
| 1983 | Cosmo Fighter II                                          | X1                                               |
| 1983 | Super Horoscope Kanji Version                             | PC-88                                            |
| 1983 | Private Stripper                                          | PC-88, FM-7, PC-98                               |
| 1983 | SSGN Covert Cruise Special Attack Strategy                | FM-8                                             |
| 1983 | Panorama Island                                           | PC-88                                            |
| 1983 | Horror House Part-II                                      | PC-88                                            |
| 1984 | Monster House                                             | Sharp MZ                                         |
| 1984 | Demon's Ring                                              | PC-88, FM-7, PC-98                               |
| 1984 | Asteka                                                    | PC-88, FM-7, PC-98                               |
| 1984 | The Threat of North                                       | PC-6001                                          |
| 1984 | Escape from Twilight Zone                                 | FM-7                                             |
| 1984 | Dragon Slayer                                             | PC-88, FM-7, X1                                  |
| 1985 | Dragon Slayer 2: Xanadu                                   | X1, PC-88, FM-7, PC-98, MSX                      |
| 1986 | Xanadu Scenario 2                                         | PC-88, FM-7, PC-98                               |
| 1986 | Dragon Slayer Jr: Romancia                                | X1, PC-88, PC-98, MSX                            |
| 1986 | Tombs & Treasure                                          | X1, PC-88, PC-98, FM-7, MSX                      |
| 1987 | Ys I: Ancient Ys Vanished                                 | PC-88, X1, PC-98, FM-7                           |
| 1987 | Legacy of the Wizard                                      | MSX 2, MSX                                       |
| 1987 | Sorcerian                                                 | PC-88, PC-98, X1                                 |
| 1988 | Ys II: Ancient Ys Vanished - The Final Chapter            | PC-88, PC-98, FM7, X1, MSX                       |
| 1989 | Star Trader                                               | PC-88, PC-98                                     |
| 1989 | Ys III: Wanderers from Ys                                 | PC-88, PC-98, MSX2                               |
| 1989 | Dragon Slayer: The Legend of Heroes                       | PC-98, FM Towns, MSX2                            |
| 1990 | Dinosaur                                                  | PC-88, PC-98, FM Towns                           |
| 1991 | Lord Monarch                                              | PC-98, FM Towns                                  |
| 1991 | Brandish                                                  | PC-98, FM Towns                                  |
| 1991 | Popful Mail                                               | PC-88, PC-98, SNES                               |
| 1992 | Dragon Slayer: The Legend of Heroes 2                     | PC-88, PC-98                                     |
| 1993 | Brandish 2: Planet Buster                                 | PC-98                                            |
| 1994 | The Legend of Xanadu                                      | PC Engine                                        |
| 1994 | The Legend of Heroes 2: Prophecy of the Moonlight Witch   | PC-98                                            |
| 1994 | Brandish 3: Spirit of Balcan                              | PC-98                                            |
| 1994 | Revival Xanadu                                            | PC-98                                            |
| 1995 | The Legend of Xanadu 2                                    | PC Engine CD                                     |
| 1995 | Revival Xanadu 2 Remix                                    | PC-98                                            |
| 1995 | Ys V: Lost Kefin, Kingdom of Sand                         | SNES                                             |
| 1996 | The Legend of Heroes: A Tear of Vermillion                | PC-98                                            |
| 1996 | Brandish VT                                               | PC-98                                            |
| 1996 | Lord Monarch Original                                     | Windows                                          |
| 1997 | Lord Monarch First                                        | Windows                                          |
| 1997 | Lord Monarch Pro                                          | Windows                                          |
| 1997 | Sorcerian Forever                                         | Windows                                          |
| 1997 | Vantage Master                                            | Windows                                          |
| 1998 | Ys I Eternal                                              | Windows                                          |
| 1998 | Vantage Master V2                                         | Windows                                          |
| 1998 | Monarch Monarch                                           | Windows                                          |
| 1998 | Brandish 4                                                | Windows                                          |
| 1999 | The Legend of Heroes 3: Song of the Ocean                 | Windows                                          |
| 2000 | Ys II Eternal                                             | Windows                                          |
| 2000 | Sorcerian Original                                        | Windows                                          |
| 2001 | Ys I & II Complete                                        | Windows                                          |
| 2001 | Zwei: The Arges Adventure                                 | Windows, PlayStation Portable                    |
| 2002 | VM Japan                                                  | Windows                                          |
| 2002 | Dinosaur Resurrection                                     | Windows                                          |
| 2003 | Ys VI: The Ark of Napishtim                               | Windows                                          |
| 2004 | The Legend of Heroes: Trails in the Sky                   | Windows, PlayStation Portable, PlayStation 3     |
| 2004 | Gurumin: A Monstrous Adventure                            | Windows, PlayStation Portable                    |
| 2005 | Rinne                                                     | Windows                                          |
| 2005 | Ys: The Oath in Felghana                                  | Windows, PlayStation Portable                    |
| 2005 | Xanadu Next                                               | N-Gage, Windows                                  |
| 2006 | The Legend of Heroes: Trails in the Sky SC                | Windows, PlayStation Portable, PlayStation 3     |
| 2006 | Ys Origin                                                 | Windows                                          |
| 2007 | The Legend of Heroes: Trails in the Sky the 3rd           | Windows, PlayStation Portable, PlayStation 3     |
| 2008 | Vantage Master Portable                                   | PlayStation Portable                             |
| 2008 | Zwei: The Ilvard Insurrection                             | Windows                                          |
| 2009 | Brandish: The Dark Revenant                               | PlayStation Portable                             |
| 2009 | Ys I & II Chronicles                                      | PlayStation Portable                             |
| 2009 | Ys Seven                                                  | PlayStation Portable                             |
| 2010 | Ys vs. Sora no Kiseki: Alternative Saga                   | PlayStation Portable                             |
| 2010 | The Legend of Heroes: Trails from Zero                    | PlayStation Portable, PlayStation 4              |
| 2011 | The Legend of Heroes: Trails to Azure                     | PlayStation Portable, PlayStation 4              |
| 2012 | The Legend of Nayuta: Boundless Trails                    | PlayStation Portable                             |
| 2012 | Ys: Memories of Celceta                                   | PlayStation Vita, PlayStation 4                  |
| 2013 | The Legend of Heroes: Trails of Cold Steel                | PlayStation 3, PlayStation Vita, PlayStation 4   |
| 2014 | The Legend of Heroes: Trails of Cold Steel 2              | PlayStation 3, PlayStation Vita, PlayStation 4   |
| 2015 | Tokyo Xanadu                                              | PlayStation Vita, PlayStation 4, Windows, Switch |
| 2016 | Ys VIII: Lacrimosa of Dana                                | PlayStation Vita, PlayStation 4, Windows, Switch |
| 2017 | The Legend of Heroes: Trails of Cold Steel 3              | PlayStation 4, Windows, Switch                   |
| 2018 | The Legend of Heroes: Trails of Cold Steel 4              | PlayStation 4, Windows, Switch                   |
| 2019 | Ys IX: Monstrum Nox                                       | PlayStation 4, Windows, Switch                   |
| 2020 | The Legend of Heroes: Trails into Reverie                 | PlayStation 4, Windows, Switch                   |
| 2021 | The Legend of Heroes: Trails Through Daybreak             | PlayStation 4, Windows, Switch                   |
| 2022 | The Legend of Heroes: Trails Through Daybreak 2           | PlayStation 4, Windows, Switch                   |
| 2023 | Ys X: Nordics                                             | PlayStation 4, Windows, Switch                   |
| 2024 | The Legend Of Heroes: Kai no Kiseki - Farewell O Zemuria} | CLE version)                                     |